# Sandra Beltrán
Sandra Beltrán  (Bucaramanga, Kolumbia, 1975. június 5. –) kolumbiai színésznő.

## Élete és pályafutása
1975. június 5-én született. 1992-ben szerepet kapott a Padres e hijos-ban. 2006-ban a Sin tetas no hay Paraíso-ban megkapta Yésica szerepét. 2010-ben a A klón című telenovellában megkapta Alicia szerepét.

## Filmográfia
- Több mint testőr (Corazón valiente) (2012–2013) ... Yvonne Matamoros "La Niña Bonita"
- Reto de Mujer (2011) ... Raquel
- A klón (El Clon) (2010)... Alicia
- El penúltimo beso (2008)  ...Gloria
- Valentino el Argentino (2008)
- La marca del deseo (2007) ... Linda Pardo
- Sin tetas no hay paraíso (2006) ... Yésica, la diabla
- La mujer en el espejo (2005) ... Antonia Mutti
- Pecados capitales (2002) ... Eloisa
- A donde va soledad (2000) ... Jenny
- Rauzán (2000) ... María
- Se armó la gorda (2000) ... Ana María Mallarino
- Siguiendo el rastro (2000-2001)
- Francisco el matemático (1999)
- Padres e hijos (1992)